# マッデン・ジュリアン振動

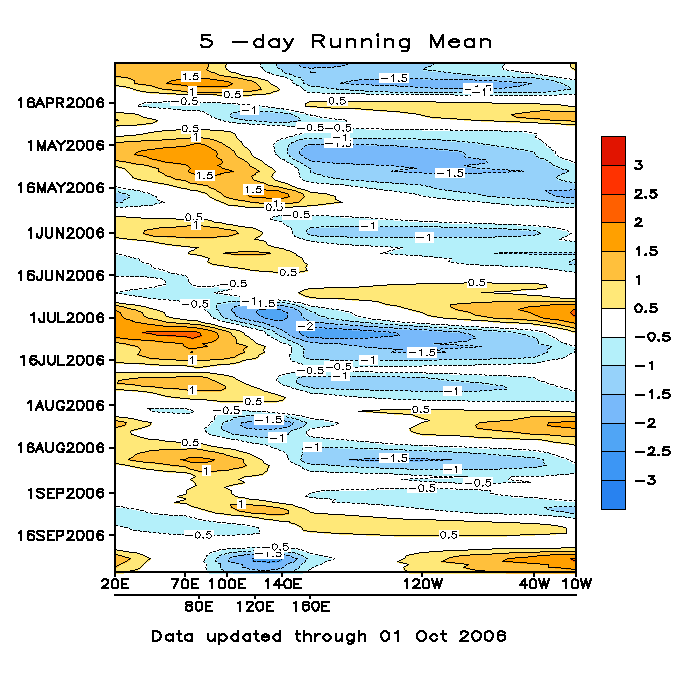
アメリカ気候予報センター(CPC)による2006年のMJO指数の推移（5日移動平均、EEOF解析）。縦が時間、横が経度であり、対流活動が活発な青い領域が時間とともに東に移動していく様子が分かる。

マッデン・ジュリアン振動（マッデン・ジュリアンしんどう、Madden Julian Oscillation：MJO）とは、熱帯赤道域上空で対流活動が活発な領域（大気循環場）が約1～2か月かけて東に進んでいく現象で、大気振動のひとつである。その周期は30-60日程度で、「振動」のように繰り返し発生している。「30-60日振動」や「赤道季節内変動」とも呼ばれる。
実際の天候としては、インド洋西部から太平洋西部にかけての熱帯域における降雨パターンの変化として現れる。この地域では普段から積乱雲（雷雨）が多発しているが、それは上空の大気の状態に左右されている。典型的なパターンでは、インド洋西部で「平年より雨の多い湿った領域」と「平年より雨の少ない乾いた領域」が対になって出現し、ゆっくりと30-60日程度かけて東に移動していき、太平洋西部に達すると消散する（対流活動の弱い太平洋東部では現れない）と同時に、再びインド洋西部で2つの領域が出現するという推移をたどることが多い。まれに、太平洋東部で消散せずに大西洋を越えて地球を一周することがある。
モンスーンやエルニーニョ・南方振動（エルニーニョおよびラニーニャの総称。略称ENSO）の発生に大きく関与しているとされている。マッデン(Roland Madden)とジュリアン(Paul Rowland Julian)により1972年に発表され、現象名は発表者らの名前から付けられた。

## メカニズム
もともとMJOは、インド洋東部から太平洋中部にかけての海域で、地上気圧の低下域・上昇域が40 - 50日の周期で東進する現象として発表されたが、その後上空の方が変化が明瞭なことが分かった。外向き長波放射(OLR)の強度を時間軸・経度軸（または緯度軸）で表現したり、赤道上空200hPa速度ポテンシャルの偏差を時間軸・経度軸で表現したりすると分かりやすく、変化パターンが1～2カ月周期で移動している。東進の速度は4-8m/s程度。緯度別で見ていくと赤道上空で最も顕著で、気圧・循環・降水といった大気振動の波が地球を周り続けていることが分かる。
MJOの強度などは毎回異なるが、一般的に、南半球の夏に当たる時期に最も強く表れる。

### 天候への影響
MJOは全体的には東進するが、分岐して北進や南進する循環場もある。この循環場は通常、積乱雲群を連れてやってきて数日～十数日間かけて通過するもので、この地域のモンスーンと非常に深く関連している。世界で最も顕著なモンスーン地帯であるインド付近のモンスーンも、MJOの北進に合わせて始まり、また1～2カ月周期で強弱変動する。
海洋大気相互作用にも関連しており、エルニーニョの開始に関与しているほか、終了にも関連する場合がある。1997年～1998年の大規模エルニーニョの際には、MJOがエルニーニョの海域に差し掛かったことがきっかけで、急速にエルニーニョが終息したとの研究結果が発表されている。
また、熱帯低気圧との関連を研究する論文もあり、MJOに伴う対流活動の活発な領域では熱帯低気圧の発生が促進され、また北西太平洋（日本付近を含む）と北大西洋ではどちらかで熱帯低気圧の活動が活発な時もう一方では不活発という逆の相関が見られるが、これはMJOの周期性が原因であるというものである。熱帯低気圧の発生要因は多数ありMJOはその中の1つに過ぎないが、アメリカ海洋大気圏局(NOAA)の国立ハリケーンセンター(NHC)や気候予報センター(CPC)はハリケーンの予測の資料の1つとして用いている。
また、偏西風やジェット気流の異常、ブロッキングなどを通じて、日本にいわゆる異常気象と呼ばれるような天候をもたらす、間接的な要因の1つでもある。